# No Love
No Love (englisch für „Keine Liebe“) ist ein Lied des US-amerikanischen Rappers Eminem, das er zusammen mit dem Rapper Lil Wayne aufnahm. Der Song ist die dritte Singleauskopplung seines siebten Studioalbums Recovery und wurde am 5. Oktober 2010 veröffentlicht.

## Inhalt
Thematisch kann der Song als Abrechnung der beiden Rapper mit Kritikern, Verrätern und Personen, die sie enttäuscht haben, gesehen werden. Lil Wayne rappt zu Beginn seines Verses in relativ langsamem Tempo. Er vergleicht sich mit einer Blume, auf die viel Dreck geworfen wurde und die trotzdem gewachsen ist. Der Rapper meint, er sei in der Hölle gewesen und nun wieder zurück. Außerdem spricht Lil Wayne an, mit dem Rapgame „verheiratet“ zu sein, sich von ihm betrogen zu fühlen und sich zu wehren. Gegen Ende seiner Strophe rappt er schneller und beschreibt, wie er als blutrünstiges Monster gegen die ganze Welt kämpft. Der anschließende Refrain wird von beiden Künstlern vorgetragen. Sie meinen, dass es nun zu spät sei, sich zu entschuldigen, dafür, dass man sie in schwierigen Zeiten im Stich ließ. Doch jetzt tun die Kritiken von damals nicht mehr weh und beide wollen nichts mehr mit diesen Personen zu tun haben. Eminem rappt den zweiten Vers im Doubletime und somit deutlich schneller als Lil Wayne, wobei er seine Geschwindigkeit kontinuierlich erhöht. Er spricht davon, dass er nun wieder am Leben ist und freier denn je sei. Des Weiteren spielt er auf andere Rapper an, mit denen er in seiner Karriere aneinandergeriet, erwähnt diese jedoch nicht namentlich. Der Künstler meint, dass er gerade den besten Vers aller Zeiten rappt und die Bühne auseinandernehmen wird, indem er die gesamte Aufmerksamkeit auf sich zieht. Am Ende sagt er, dass er sich von niemandem mehr unterkriegen lässt und weiter rappt, bis er von der Spitze des Rap-Genres verdrängt wird. Anschließend setzt der Refrain noch einmal ein.
| Liedteil   | Künstler             |
| 1. Strophe | Lil Wayne            |
| Refrain    | Eminem und Lil Wayne |
| 2. Strophe | Eminem               |

## Produktion und Sample
Der US-amerikanische Produzent Just Blaze schuf das Instrumental zum Lied. Dabei verwendete er für den Refrain ein Sample der 1993er Hit-Single What Is Love von Haddaway. No Love wurde in den Effigy Studios in Ferndale (Michigan) aufgenommen.

## Musikvideo
Bei dem zu No Love gedrehten Video führte der US-Amerikaner Chris Robinson Regie. Die Premiere fand am 30. September 2010 auf den Sendern MTV und Vevo statt.
Das Musikvideo greift das Thema des Mobbings an Schulen auf. Es beginnt mit verschiedenen Szenen, an die sich ein gemobbter Schüler erinnert, als er zu Haus in seinem Zimmer sitzt. So wurde er im Sportunterricht mit Dodgebällen beworfen oder auf dem Weg zu seinem Spind körperlich attackiert. Während die Rückblenden gezeigt werden, beginnt Lil Wayne in einem dunklen, rauchigen Raum zu rappen. Eminem geht mit einem Textblatt ins Studio, um sich auf eine Aufnahme vorzubereiten und taucht hinter Lil Wayne in dem Raum auf. Derweil trifft der Junge seine Peiniger erneut im Schulkorridor, wehrt sich aber nicht als diese ihn angreifen, sondern hört mit seinen Kopfhörern Lieder der beiden Künstler, um sich abzulenken. Auch die Wände seines Zimmers sind mit Postern von Eminem und Lil Wayne überzogen. Eine weitere Szene während des Refrains zeigt, wie der Junge auf der Schultoilette ein weiteres Mal tätlich angegriffen wird. Nun beginnt Eminems Vers, der beim Aufnehmen am Studiomikrofon mit Textzettel in der Hand gezeigt wird. Die Produzenten Just Blaze, The Alchemist und Denaun Porter tauchen ebenfalls im Studio auf. Währenddessen kommt der Junge nach Hause, seine Eltern bemerken seine Verletzungen und beginnen zu streiten. Daraufhin fährt der Junge auf seinem Skateboard weg, hört Eminem und Lil Wayne und beginnt dadurch Kraft zu schöpfen, um sich gegen die Unterdrückung in der Schule zu wehren. Die letzte Szene zeigt den Jungen wieder in der Schule, wo er erneut angegriffen wird, doch diesmal setzt er sich zur Wehr und prügelt sich mit seinen Kontrahenten. Diese Szene wird in mehreren Varianten dargestellt, wobei der Junge in der letzten die Oberhand behält und anschließend normal weiterläuft.

## Single

### Covergestaltung
Das Singlecover ist sehr einfach gehalten und zeigt lediglich die schwarzen Schriftzüge No Love, (Eminem) und Feat. Lil Wayne auf weißem Untergrund. Der Buchstabe O im Wort Love ist dabei durch das Recovery-Zeichen (ein weißes Kreuz auf rotem Grund) ersetzt.

### Chartplatzierungen
No Love stieg in der 47. Kalenderwoche des Jahres 2010 in die deutschen Charts ein und erreichte mit Platz 17 die Höchstposition. Insgesamt hielt sich der Song 13 Wochen in den Top 100.
| ChartsChartplatzierungen       | Höchstplatzierung | Wochen |
| ------------------------------ | ----------------- | ------ |
| Deutschland (GfK)              | 17 (13 Wo.)       | 13     |
| Österreich (Ö3)                | 26 (8 Wo.)        | 8      |
| Schweiz (IFPI)                 | 39 (8 Wo.)        | 8      |
| Vereinigte Staaten (Billboard) | 23 (20 Wo.)       | 20     |
| Vereinigtes Königreich (OCC)   | 33 (11 Wo.)       | 11     |

### Auszeichnungen für Musikverkäufe
Im Jahr 2022 wurde No Love für mehr als fünf Millionen Verkäufe in den Vereinigten Staaten mit einer fünffachen Platin-Schallplatte ausgezeichnet. Für über 600.000 verkaufte Einheiten in Großbritannien erhielt das Lied eine Platin-Schallplatte. 2023 wurde es für mehr als 150.000 Verkäufe zudem in Deutschland mit einer Goldenen Schallplatte ausgezeichnet.

| Land/Region                  | Auszeichnungen für Musikverkäufe (Land/Region, Auszeichnung, Verkäufe) | Verkäufe  |
| ---------------------------- | ---------------------------------------------------------------------- | --------- |
| Australien (ARIA)            | 3× Platin                                                              | 210.000   |
| Brasilien (PMB)              | 2× Platin                                                              | 120.000   |
| Dänemark (IFPI)              | Gold                                                                   | 45.000    |
| Deutschland (BVMI)           | Gold                                                                   | 150.000   |
| Neuseeland (RMNZ)            | Platin                                                                 | 30.000    |
| Österreich (IFPI)            | Gold                                                                   | 15.000    |
| Vereinigte Staaten (RIAA)    | 5× Platin                                                              | 5.000.000 |
| Vereinigtes Königreich (BPI) | Platin                                                                 | 600.000   |
| Insgesamt                    | 3× Gold · 12× Platin ·                                                 | 6.170.000 |

Hauptartikel: Eminem/Auszeichnungen für Musikverkäufe